# Centrale nucleare di Shidaowan (PWR)
La centrale nucleare di Shidaowan (PWR) è una centrale nucleare cinese situata presso la città di Weihai, nella provincia dello Shandong. La centrale sarà composta da 6 reattori, 2 CAP1400 e 4 AP1000. I primi due sono una evoluzione cinese del modello americano.
L'impianto è situato di fianco a quello di Shidaowan (HTR-PM).